# Apororhynchus hemignathi
Apororhynchus hemignathi är en hakmaskart som först beskrevs av Arthur Everett Shipley 1899.  Apororhynchus hemignathi ingår i släktet Apororhynchus och familjen Apororhynchidae. Inga underarter finns listade i Catalogue of Life.

## Bildgalleri

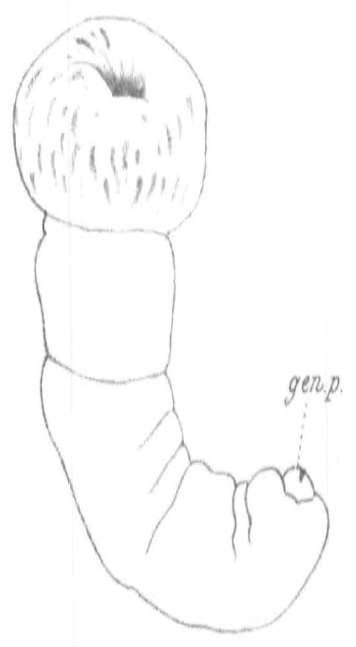
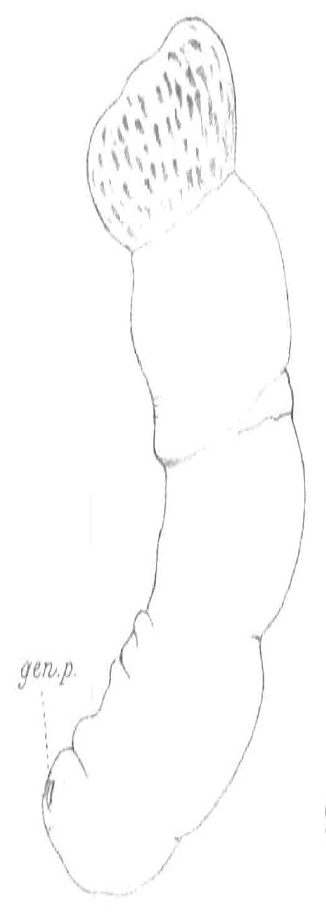
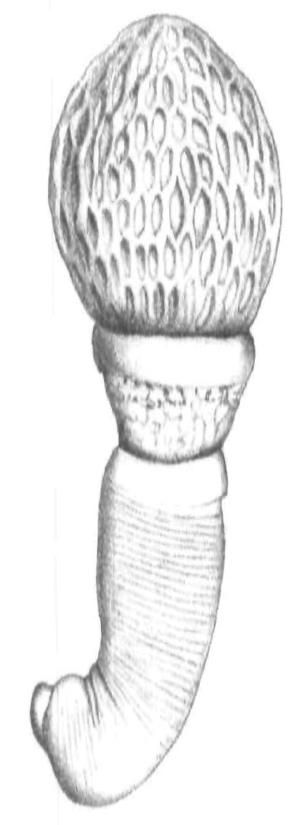